# La Chapelle-Erbrée
La Chapelle-Erbrée (bretonisch: Ar Chapel-Ervoreg) ist eine französische Gemeinde im Département Ille-et-Vilaine in der Region Bretagne. Sie gehört zum Arrondissement Fougères-Vitré und zum Kanton Vitré. Die Gemeinde zählt 723 Einwohner (Stand: 1. Januar 2022), die Capellois genannt werden.

## Geografie
Die Gemeinde La Chapelle-Erbrée liegt an der Grenze zum Département Mayenne, neun Kilometer östlich von Vitré. Die Vilaine begrenzt die Gemeinde im Norden. Sie wird hier zum Plan d'Eau de Haute Vilaine aufgestaut. Umgeben wird La Chapelle-Erbrée von den Nachbargemeinden Saint-M’Hervé im Norden, Bourgon im Nordosten und Osten sowie Erbrée im Süden und Westen.

## Bevölkerungsentwicklung
| Jahr                       | 1962 | 1968 | 1975 | 1982 | 1990 | 1999 | 2006 | 2013 | 2020 |
| Einwohner                  | 518  | 507  | 405  | 414  | 465  | 450  | 567  | 655  | 722  |
| Quellen: Cassini und INSEE |      |      |      |      |      |      |      |      |      |

## Sehenswürdigkeiten

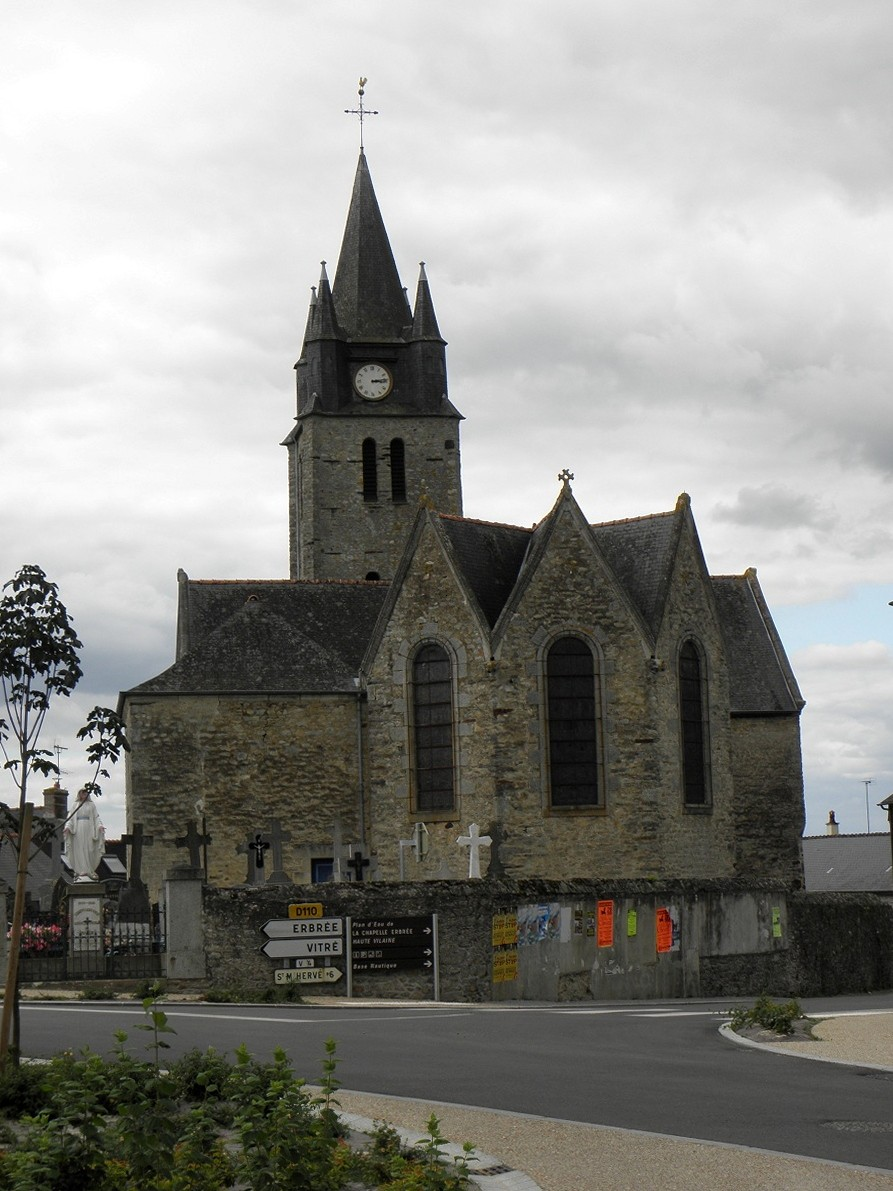
Kirche Saint-Ouen
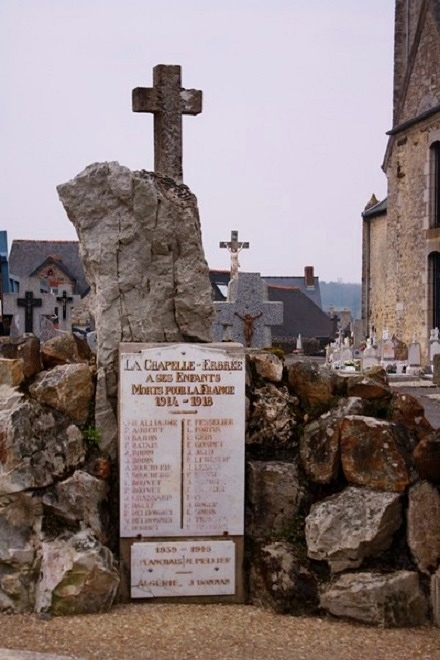
Gefallenendenkmal

- Kirche Saint-Ouen
- Gefallenendenkmal